# Gerrit Berckheyde

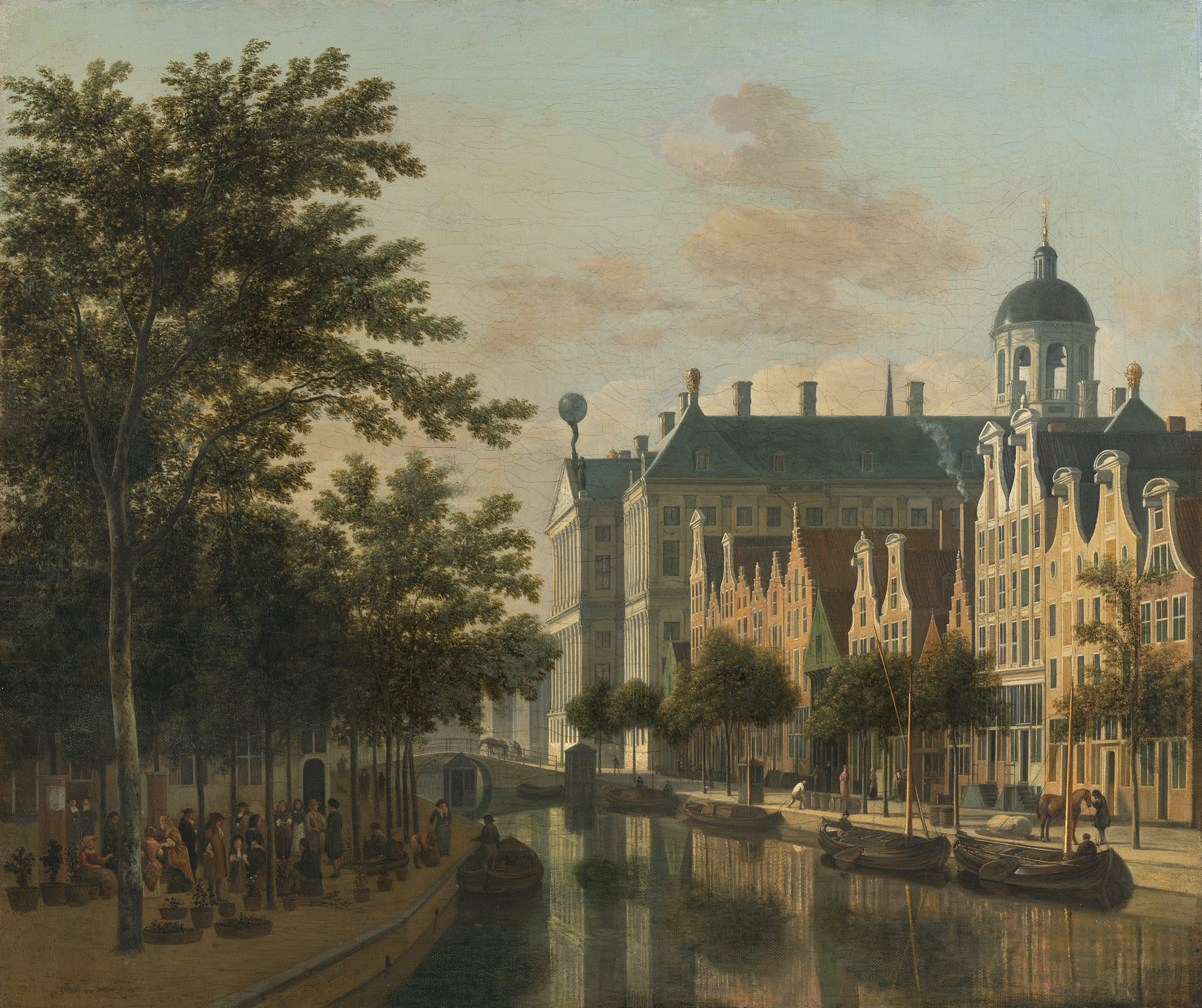
El Nieuwezijds Voorburgswal con el mercado de flores de Ámsterdam, 1686, óleo sobre lienzo, 53,7 x 63,9 cm, Madrid, Museo Thyssen-Bornemisza.

Gerrit Adriaensz. Berckheyde  (Haarlem, 1638–1698) fue un pintor barroco neerlandés especializado en arquitecturas y paisajes urbanos.

## Biografía
Bautizado en Haarlem el 6 de junio de 1638, inició su formación con su hermano Job Adriaensz. Berckheyde, ocho años mayor, con quien en 1656 inició un viaje por Alemania. Como ayudante de su hermano trabajó en Colonia, Manheim, Bonn y finalmente en Heidelberg al servicio del príncipe elector del Palatinado, Carlos Luis, sin llegar a ser propiamente pintores de cámara. De regreso a Haarlem, donde los hermanos compartieron casa y taller, en julio de 1660 se inscribió como maestro en el gremio de San Lucas local, al que perteneció ya hasta su muerte, aunque es probable que hiciese más de un viaje a Ámsterdam y La Haya, cuyas vistas urbanas son junto con los paisajes de Haarlem tema frecuente de sus cuadros.

## Obra

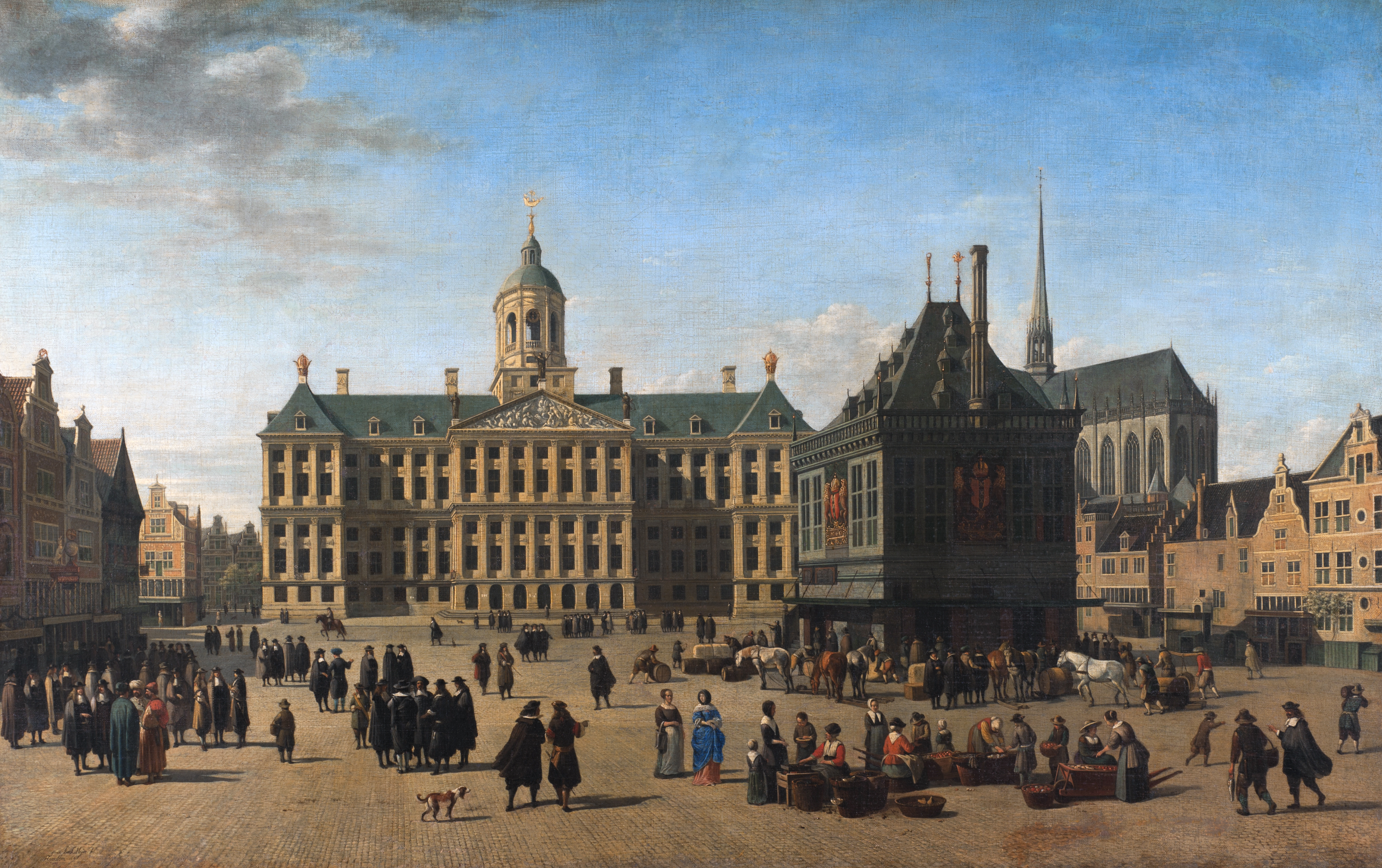
Plaza Dam en Ámsterdam, 1660, óleo sobre lienzo, 70 x 110 cm, Amberes, Koninklijk Museum voor Schone Kunsten Antwerpen.

La vistas urbanas de Berckheyde, en particular las de Haarlem, Ámsterdam y La Haya, se caracterizan por el detallismo topográfico y su meticulosa fidelidad al motivo representado, en lo que se advierte la influencia de Pieter Jansz Saenredam. Se trata generalmente de vistas amplias centradas en edificios monumentales precedidos por una espaciosa plaza que permite acrecentar la profundidad y claridad de la composición, que en ocasiones repetía buscando soluciones para los problemas de profundidad e iluminación. Más raramente pintó, como su hermano, interiores de iglesias, paisajes italianizantes —y muy excepcionalmente paisajes llanos holandeses- y vistas urbanas imaginarias, compuestas a partir de los apuntes tomados en su viaje por Alemania.